# BMW 320
BMW 320 – samochód osobowy klasy średniej produkowany przez niemiecką firmę BMW w latach 1937–1938. Następca modelu 329. Został skonstruowany w oparciu o skrócone podwozie modelu 326, przejęty został też z niego silnik. BMW 320 dostępne było jako sedan lub kabriolet. Do napędu użyto silnika OHV R6 o pojemności dwóch litrów i mocy 45 KM. Moc przenoszona była na oś tylną poprzez 4-biegową manualną skrzynię biegów. Został zastąpiony przez model 321.

## Produkcja
- BMW 320 Limousine – 2416 szt.
- BMW 320 Kabriolett – 1635 szt.

## Dane techniczne

### Silnik
- R6 2,0 l (1971 cm³), 2 zawory na cylinder, OHV
- Układ zasilania: gaźnik Solex 30 BFLVS
- Średnica × skok tłoka: 66,00 mm × 96,00 mm
- Stopień sprężania: 6,0:1
- Moc maksymalna: 45 KM (33 kW) przy 3750 obr./min

### Osiągi
- Przyspieszenie 0–100 km/h: 35,0 s
- Prędkość maksymalna: 115 km/h